# ハリソン・ディラード
ハリソン・ディラード（Harrison Dillard、1923年7月8日 - 2019年11月15日）は、アメリカ合衆国の元陸上競技選手。1948年ロンドン、1952年ヘルシンキオリンピックに出場し4つの金メダルを獲得した選手である。ロンドン大会では100m、ヘルシンキ大会では110mハードルで金メダルを獲得している。短距離、ハードルと両種目を制覇した男子選手は、オリンピック史上ディラードただ一人である。

## 経歴
ディラードは第二次世界大戦から復員し、大学で陸上競技に取り組んでいた。ハードル競技に特に才能を見せ、戦後間もない頃では世界トップレベルに位置していた。しかし、1948年のオリンピック選考会で失敗し出場を逃してしまう。ただ、専門ではなかった100mでは3位となりオリンピック出場を果たした。
ロンドンオリンピック100m決勝は同じアメリカのバーニー・ユーウェルと10秒3の同タイムでゴールするデッドヒートで、写真判定に持ち込まれた。オリンピック史上初となる写真判定となったゴール写真ではディラードが先着しており、1つめの金メダルを獲得した。
この後出場した4×100mリレーでも3走を任され、40秒6のタイムで金メダルを獲得した。
4年後、ディラードは110mハードルでアメリカ代表の座を獲得する。そして、オリンピックでは13秒7のタイムで金メダルを獲得。さらに、4×100mリレーの代表として4つめの金メダルを獲得した。
2019年11月15日、クリーブランドの病院で死去。96歳没。